# المغاوير (ألعاب فيديو)
المغاوير (بالإنجليزية: Commandos)‏ هي سلسلة ألعاب فيديو من نوع استراتيجيا الوقت الحقيقي. اللعبة من تطوير ستوديوهات بايرو ونشر شركة إيديوس. صدر الجزء الأول من هذا السلسلة في عام 1998 وآخرها في عام 2006.
تتحدث اللعبة عن مجموعة من المغاوير من قوات الحلفاء في الحرب العالمية الثانية الذين يقومون بعدة مهمات معقدة وخطرة أثناء الحرب. مبدأ اللعبة يعتمد على قدرة اللاعب على التسلل بطريقة سرية للمعسكرات النازية وتنفيذ المهمات بدون أية ضوضاء. هناك عدة شخصيات في فريق المغاوير وكل عضو من الفريق مختص بجانب ما.
تختلف الشخصيات الرسمية بين الجزء الصادر عام 2006(المغاوير: القوة الضاربة) وسابقيه فتتغير أسماءهم كما يقل عددهم كثيرا.

## القصة بين بين
الشخصيات الأساسية في هذه اللعبة -الشخصيات الرسمية- كلها حقيقية كانت موجودة على أرض الواقع وبياناتهم المذكورة في اللعبة تحتمل الصحة.

## أسلوب اللعب
يعتمد أسلوب اللعب في هذه اللعبة على التسلل والهدوء التام في العمل، أما طريقة اللعب فتختلف في الجزء الصادر عام 2006 عن سابقيه حيث في الأجزاء الصادرة منذ عام 98 تلعب اللعبة بأسلوب بسيط نوعا ما كذلك يتم اللعب بواسطة المنظر العلوي على عكس الجزء الأخير فيتم اللعب بمنظور الشخص الأول وثانويا بمنظور الشخص الثالث.

## الشخصيات الأساسية في اللعبة
- (بالإنجليزية: Green Berete)‏: هو جندي -عادة يكون قائد الفرقة- يتولى مهمات الاقتحام والهجمات العنيفة في اللعبة.
- (بالإنجليزية: Sniper)‏:(القناص) يتولى دائما المهمات الخفيفة التي لا تحتاج إلى الكثر من الحركة بخلاف التركيز الذي يعتمد عليه اعتمادا أساسيا.
- (بالإنجليزية: Spy)‏:(الجاسوس) يتولى دوما مهمات التسلل والتنكر وإحضار الملفات السرية والقضاء على القادة يحتاج الكثير من الحرص علاوة على الحركة الكثيرة.

## الإصدارات
- المغاوير: خلف خطوط العدو (1998).
- المغاوير: ما بعد نداء الواجب (1999).
- المغاوير 2: رجال الشجاعة (2001).
- المغاوير 3: الوجهة برلين (2003).
- المغاوير: القوة الضاربة (2006).